# Narciso Enríquez
Narciso Enríquez (fl. XX secolo) è stato un calciatore argentino, di ruolo portiere.

## Carriera

### Club
Enríquez debuttò in massima serie nel campionato 1930, con la maglia del Quilmes; durante quella stagione esordì alla 24ª giornata, il 16 novembre, nella gara con il Talleres. A fine torneo contò 12 presenze con 14 reti subite; si alternò nel ruolo con Terzano e Justo García. In vista della Primera División 1931 firmò un contratto da professionista; schierato alla prima giornata, firmò un autogol allorché Herminio Masantonio lo spinse, portando il pallone oltre la linea di porta. Quella rimase la sua unica presenza tra i professionisti, dato che per il resto della competizione fu sostituito da Adán Cosentino, ex estremo difensore del Liberal Argentino; passò poi all'Argentino de Quilmes.